# Angilberto
Angilberto (Santo Angilberto) ou Angilberk (do franco Agil “lâmina” e Berht “brilhante”), em latim: Angilbertous Centulensis, c. 740 — Abadia de Saint-Riquier (originalmente chamada Centula), Picardia, 18 de fevereiro de 814) foi um conselheiro próximo de Carlos Magno, um de seus diplomatas e poeta reconhecido. Duque das Terras marítimas, advogado e sétimo abade de Saint-Riquier, viveu dois anos em concubinato com Berta, terceira filha de Carlos Magno.
Angilberto, que terminou sua vida como um simples monge em Saint-Riquier, é venerado como santo no dia de sua morte, 18 de fevereiro.

## Biografia

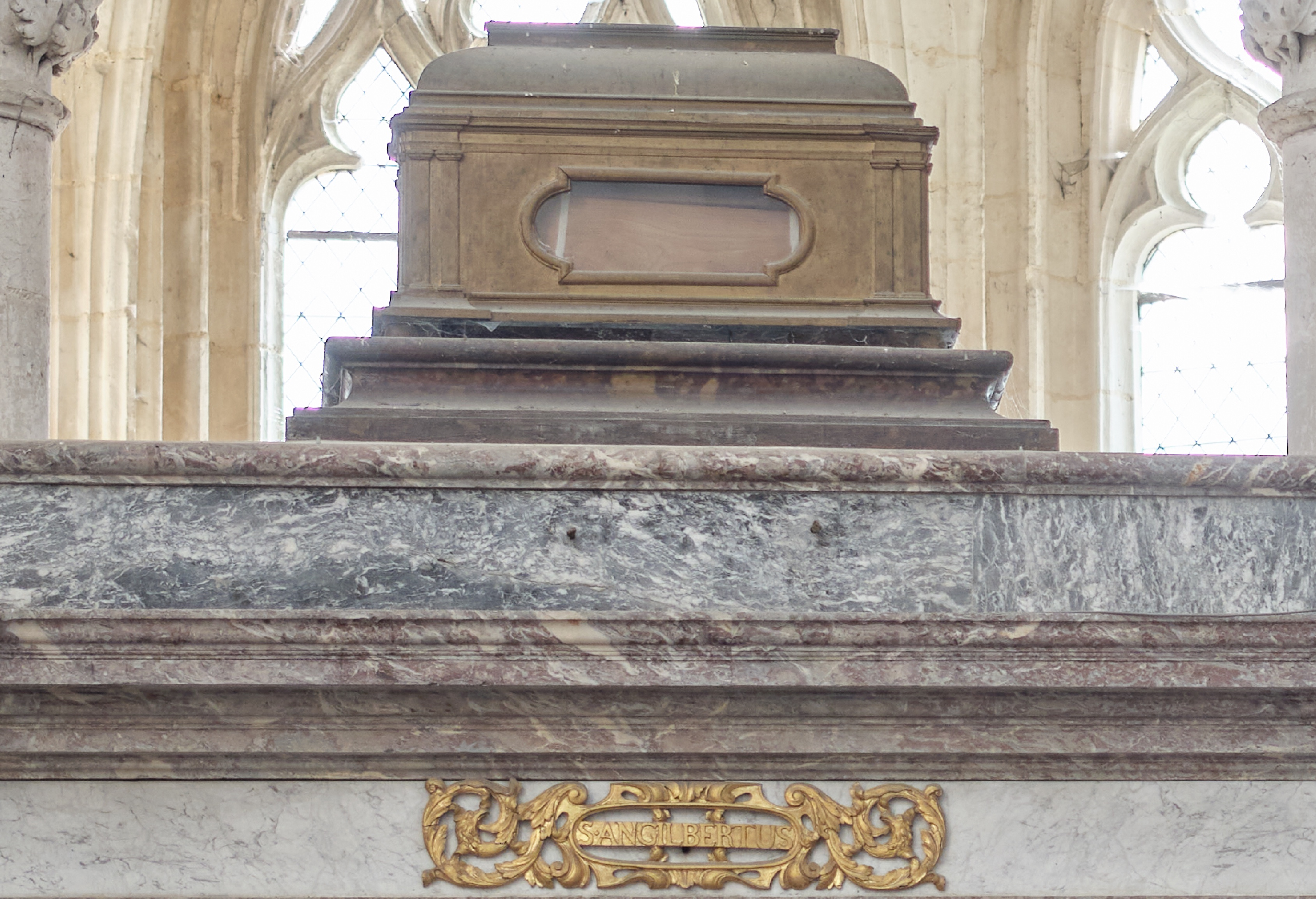
Santuário de Santo Angilberto na igreja da abadia de Saint-Riquier

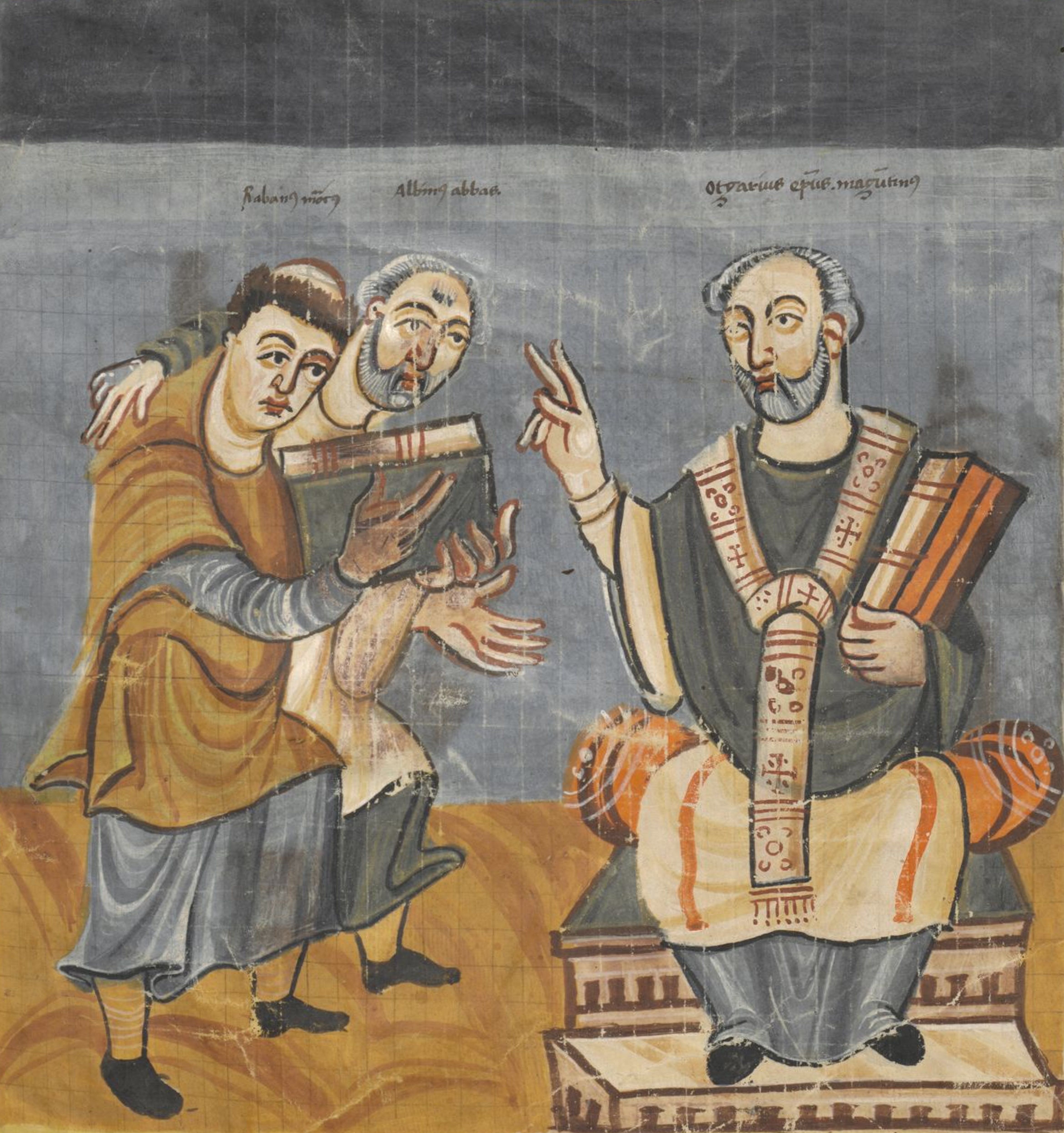
Rábano Mauro (esquerda), apoiado por Alcuíno (centro), dedica seu trabalho ao arcebispo Otgar de Mainz (direita)

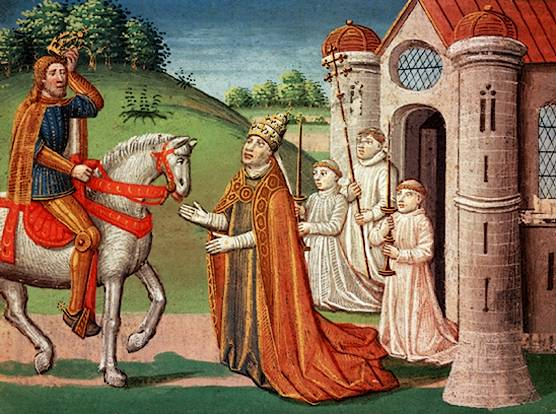
Carlos Magno e o Papa Adriano I

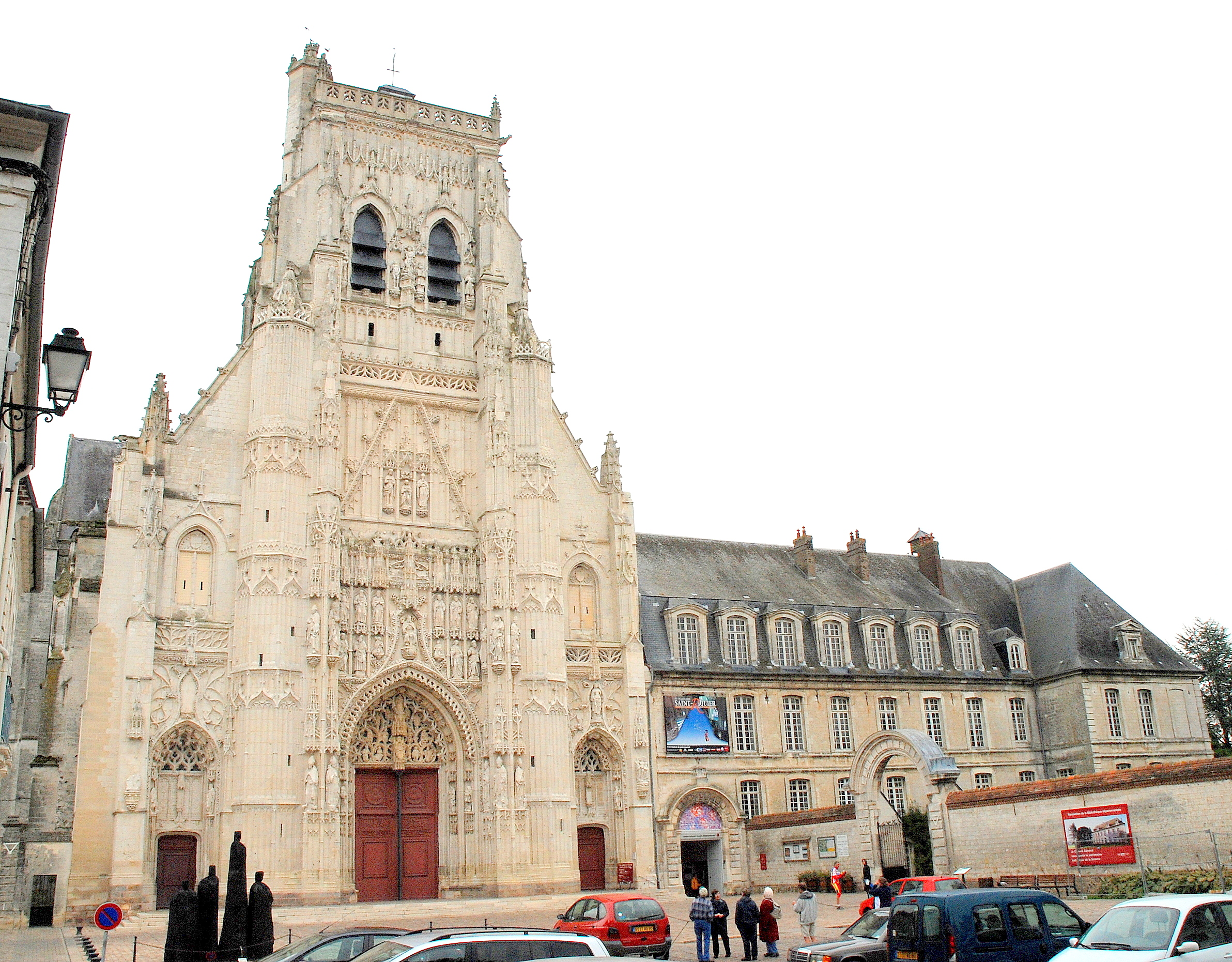
Vista atual da abadia de Saint-Riquier, Somme

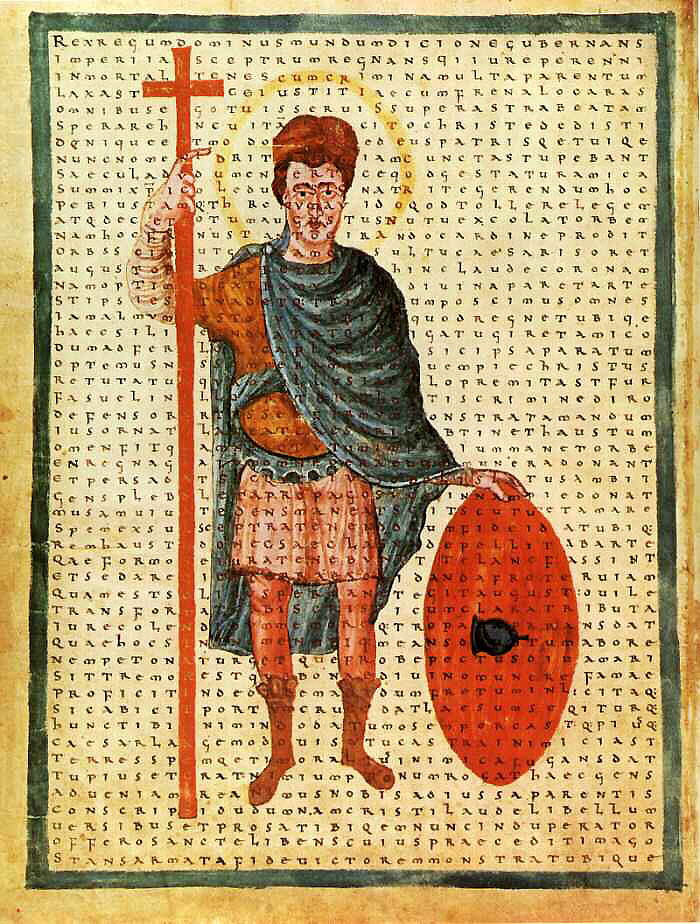
Luís I, o Piedoso, seu irmão, em 11 de setembro de 813, baniu Berta da corte. Miniatura do Liber de laudibus Sanctae Crucis, Codex Vaticanus Reginensis latinus 124

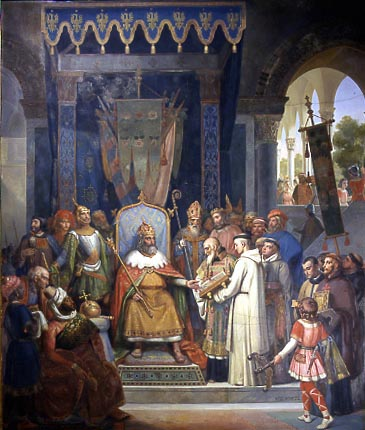
Carlos Magno, cercado por seus principais oficiais, recebe Alcuíno que o presenteia com manuscritos, obras de seus monges, por Jean-Victor Schnetz

### Histórico familiar
Embora os genealogistas afirmem que sua família era proprietária de Ponthieu desde o século VI, afirmações tomadas sem discernimento pelos biógrafos no século XIX, nada pode ser dito sobre a ascendência paterna de Angilberto, exceto que seu pai se chamava Nitardo e possuía propriedades em Saalgau e era casado com Richarde, filha do Conde Jerônimo, ele próprio filho bastardo de Carlos Martel. No final do século VIII, Angilberto foi nomeado duque e governador de Ponthieu, ou melhor, da Côte Maritime.

### Anos de formação
Angilbert cresceu na corte de Carlos Magno, onde foi aluno e amigo do grande erudito anglo-saxão Alcuíno, de quem se tornou discípulo. Foi destinado ao estado eclesiástico e recebeu ordens menores muito jovem. Adquiriu um grande conhecimento das letras e continuou a melhorar desta forma sob a direção de Alcuíno pelo resto de sua vida, seguindo o conselho de Adelardo de Corbie.

### A serviço de Pepino da Itália (782–791)
Em 782, quando Carlos Magno enviou seu filho Pepino para a Itália como rei dos lombardos, Angilberto o acompanhou como primicerius palatii (arquicapelão). Como chefe do conselho de Pepino, de quem se tornou amigo, ajudou-o durante algum tempo no governo da Itália. Seu papel era ser um grande escriturário do Estado, laico.

### Defesa das Províncias Marítimas (791–814)
Em seu retorno à França em 791, Angilberto foi encarregado por Carlos Magno da defesa e do governo da costa norte do Império, do rio Escalda ao Sena. Fixou sua residência no castelo de Centula, em Ponthieu, próximo ao local onde está localizada a abadia fundada por santo Riquier. Ele tinha uma grande devoção por este santo abade por causa dos milagres que aconteciam ao redor de seu túmulo. Sofrendo de uma doença grave, fez um voto de se tornar um religioso em Saint-Riquier se recuperasse a saúde. Mesmo doente, teve que defender suas terras contra as invasões dos vikings. Obteve uma grande vitória, que atribuiu à intercessão do santo, e a partir daí teve que cumprir seu voto.

### O diplomata (792–800)
Carlos Magno usou as virtudes e talentos de Angilberto para o bem público da Igreja e do Estado. Ele o nomeou capelão e o enviou três vezes a Roma como embaixador junto ao papa. É certo que ele era amado e preferido por Carlos Magno, porque este o chamava de minister Cappellæ. A primeira vez, em 792, quando levou Felix d'Urgell para lá para fazê-lo retratar sua heresia diante do papa Adriano I. Em 794, trouxe a Adriano I uma memória relativa ao Segundo Concílio de Niceia e ao culto das imagens sagradas. Em 795, Angilberto foi nomeado superintendente (provedor) dos domínios reais. Em 796, foi a Roma para assegurar a fidelidade do povo romano ao novo Papa Leão III e oferecer presentes à Igreja de São Pedro.
Finalmente, em 799, acompanhou Carlos Magno que acabara de receber a coroa imperial. Parece provável que Angilberto nessa época levasse uma vida muito mundana e de modo algum monástica.

### Abade de Saint-Riquier (791–814)
Em 790, retirou-se para a abadia de Saint-Riquier, sem contudo abandonar o seu governo.
Na abadia, Angilberto foi, ao que parece, objeto de edificação de todos os religiosos por uma humildade sincera e práticas de penitência austera. Em 794, com a morte do abade Symphorien, os monges, de comum acordo, elegeram o abade Angilberto para substituí-lo, e esta escolha teve a plena aprovação de Carlos Magno. Não era incomum que príncipes merovíngios, carolíngios ou capetianos posteriores fossem eleitos e depois nomeados abades leigos de mosteiros. Os não religiosos usavam os rendimentos do mosteiro para as suas despesas pessoais e os monges davam os seus bens para as despesas da fundação. O novo abade cuidou tanto do espiritual quanto do temporal de sua abadia, gastou sua fortuna para a reconstrução da abadia, que na Páscoa do ano 800, recebeu a visita de Carlos Magno. Ele aumentou o número de religiosos, restaurou a observância da Regra em seu primeiro rigor por seus exemplos tanto quanto por suas instruções, deu todo o seu cuidado à digna celebração dos santos ofícios e enriqueceu sua abadia com um grande número de relíquias.
Em 811, Angilberto subscreveu o testamento de Carlos Magno, do qual foi o executor dos últimos desejos. Ele foi uma das testemunhas dos últimos desejos de Carlos Magno em 28 de janeiro de 814. Morreu pouco depois do imperador em 18 de fevereiro de 814 e foi enterrado na igreja de Saint-Sauveur e Saint-Richard em seu mosteiro.
Em 1100, o Papa Pascoal II o declarou “santo”.

### Família

#### Cônjuge
Angilberto viveu com Berta (Bertrada ou Berthe), filha de Carlos Magno e Hildegarda de Vinzgouw, nascida em 779 ou 780, falecida em 11 de março de 824 ou depois. Eles tiveram filhos juntos.
Carlos Magno, segundo algumas fontes, teria feito com que ele se casasse com sua filha em segredo. Segundo outras fontes, o casamento só teria ocorrido após o nascimento dos filhos. O ano 800 parece ser uma data mais provável para o nascimento de seus dois filhos.
Esta intriga de Angilberto, muitas vezes considerada como um casamento, foi contestada por alguns estudiosos católicos, depois foi admitido e outro Angilberto, este do século XII, seu biógrafo, especificou que o abade antes de sua morte não tinha vontade de fazer penitência por seu casamento, e o historiador Nitardo, que ele citou, afirmou que: Angilberto era seu pai.
Berta, porém, viveu apenas dois anos com Angilberto, pois este, após uma grave doença, viu nisso um castigo de Deus.
Após sua ascensão, seu irmão, Luís I, o Piedoso, a baniu da corte. Ela morava na abadia de Saint-Riquier ao lado de seu ex-companheiro.

#### Descendentes
Angilberto e Berta tiveram pelo menos dois filhos:
- Hartnido (c. 799-850) ou Harraildo, Haraido. A existência desse filho é atestada por seu irmão em seus escritos.[23] As genealogias posteriores que pretendiam estabelecer uma continuidade familiar à frente do condado de Ponthieu queriam atribuir-lhe como filho um Hugo, conde de Ponthieu, suposto antepassado de Hugo I de Abbeville, advogado de Saint-Riquier, senhor de Abbeville, então senhor de Ponthieu, casou-se por volta de 994 com Gisele, filha de Hugo Capeto.[24] Em primeiro lugar, o título de Conde de Ponthieu só apareceu em 1024, quando a responsabilidade da defesa da pátria coube ao advogado de Saint Riquier. No entanto, a crônica de Saint-Riquier menciona claramente que, com a morte de Nitardo, esse encargo passou primeiro para um Luís, depois para Rodolfo, da família dos Welfs;[25]

- Nitardo (cerca de 800 — 15 de maio de 845), historiador, abade leigo de Saint-Riquier.

## Poeta e cronista
Seus poemas revelam a cultura e os gostos de um homem do mundo, desfrutando da maior intimidade com a família imperial. Apelidado de Homero da corte, cultivou com sucesso a poesia e foi membro da Academia Palatina, onde ocupou a sede de Homero. O autor Dufresne de Francheville, usando alguns dos escritos de Angilberto, escreveu Histoire des premières expéditions de Charlemagne, um romance que foi erroneamente atribuído a Angilberto.
Angilberto é provavelmente o autor de uma epopeia, cujo trecho isolado foi preservado e que descreve a vida no palácio e o encontro entre Carlos Magno e o papa Leão III. Ele foi inspirado por Virgílio, Ovídio, Lucano e Venâncio Fortunato, mas também por Eginhardo e Suetônio.
Seus poemas curtos incluem uma homenagem a Pepino em seu retorno da campanha contra os ávaros (796), uma epístola a Davi (Carlos Magno) e ainda revelam uma imagem do poeta vivendo com seus filhos em uma casa cercada por um lindo jardim, no palácio do imperador. A referência a Berta, porém, é distante e respeitosa. Seu nome aparece na lista de princesas, a quem ele enviou seus cumprimentos.
Carlos Magno usou seus talentos no interesse da religião e da ciência. Angilberto dedicou-se a proteger as artes e as letras e, assim, difundir luz e bênçãos em seu pacífico retiro. A Academia Palatina esteve na origem do aumento da produção escrita e levou ao surgimento de bibliotecas muito grandes, como a de Angilberto, na abadia de Saint-Riquier.
Os poemas de Angilberto foram publicados por Ernst Dümmler em sua Monumenta Germaniae Historica.